# FMラインウェーブ

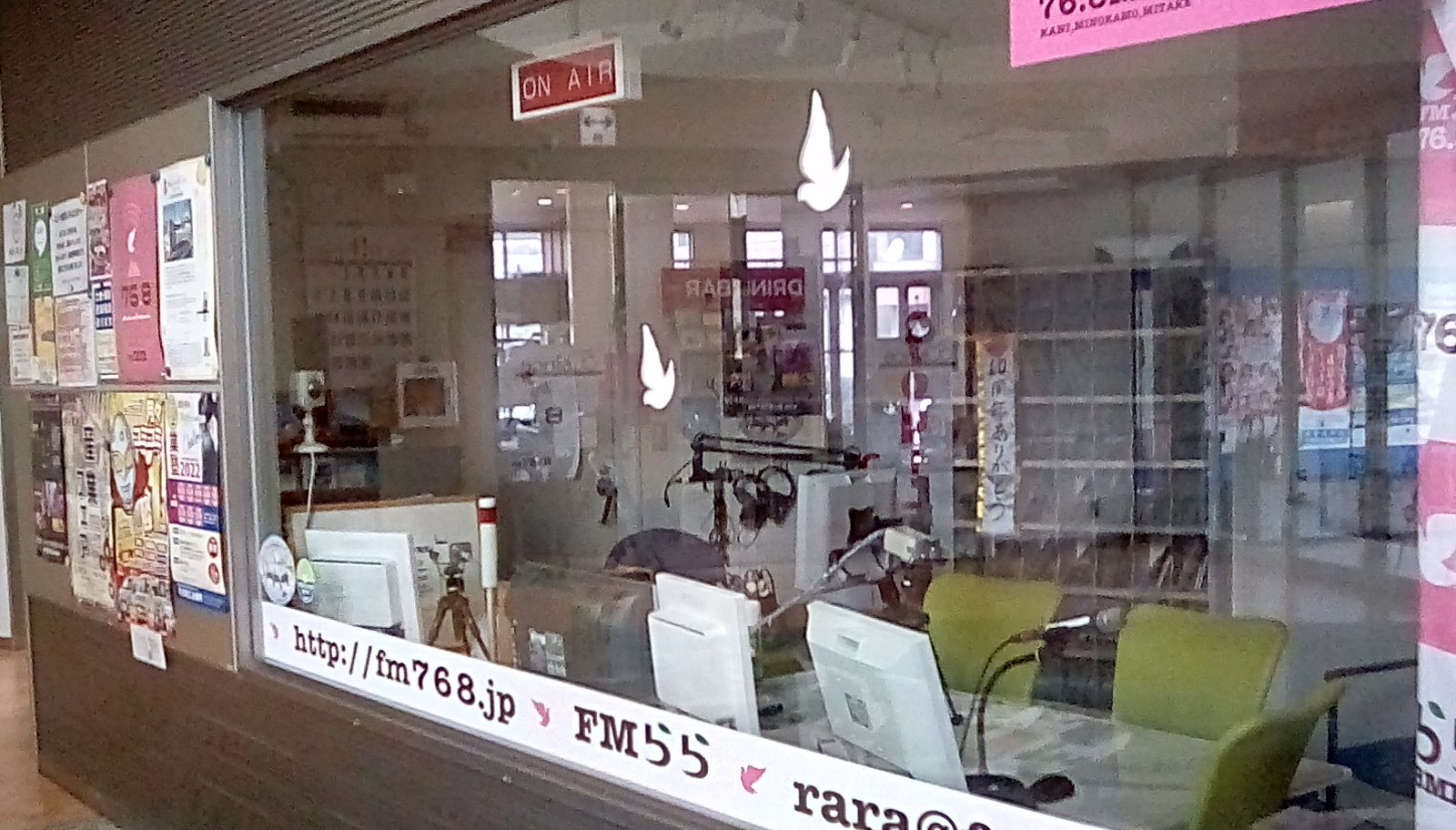

FMラインウェーブ株式会社（エフエムラインウェーブ）は、岐阜県可児市、美濃加茂市、可児郡御嵩町の各一部地域を放送対象地域として超短波放送（FM放送）をする特定地上基幹放送事業者である。
FMらら（FM rara）の愛称でコミュニティ放送を運営している。

## 概要
2012年7月24日開局。「FMらら」の愛称は、「ラインウェーブ」の頭文字に、音階のうち良い印象を与えるとされる「ラ」の音を組み合わせたもの。
当地では2004年6月にかにかも放送が開局したが、2009年末に制作体制が終了してしまった。2010年7月15日の平成22年梅雨前線豪雨、2011年3月11日の東日本大震災のあと、地域の新たな情報発信手段への要望が高まり、地元2市1町などのバックアップによってFMラインウェーブの設立に至った。
本社・演奏所（スタジオ）を可児市広見のケーブルテレビ可児に置く。サテライトスタジオとして、美濃太田駅に「みのかもHOTスタジオ」、御嵩町御嵩に「御嵩ミーモスタジオ」がある。
放送エリアは可児市、美濃加茂市、御嵩町、その他周辺市町村と称している。送信所は可児市西帷子の鳩吹山にあり、空中線電力10W。放送区域は可児市、美濃加茂市、御嵩町および周辺市町。また、FM++によるインターネット配信も行っている。

## 沿革
- 2011年（平成23年）12月22日 - 設立準備室を開設[要出典]。
- 2012年（平成24年）
  - 2月22日 - 新FM放送会社設立に向けた第1回発起人会実施[5]。
  - 4月17日 - 放送機器搬入[6]。
  - 4月23日 - FMラインウェーブ株式会社創立総会を開催[7]。
  - 4月 - 6月にかけてパーソナリティー募集・新聞や広報誌や地域ボランティアの参加を呼びかける[8]。
  - 5月1日 - FMラインウェーブ株式会社設立。
  - 6月14日 - 特定地上基幹放送局の予備免許取得[9]。
  - 6月27日 - 試験放送開始。
  - 7月12日 - ステーションネーム（愛称）が「FMらら（FM rara）」に決定。
  - 7月18日 - 特定地上基幹放送局の免許取得[10]。
  - 7月24日 - 開局[11][12]。午前10時46分、可児Aスタジオから本放送を開始。
    - 同時に2市1町と下記の協定を締結[11]。
      - 可児市との間で「災害時におけるFM局の緊急放送に関する協定書」[13]
      - 美濃加茂市との間で「災害時の緊急放送に関する協定書」[14]
      - 御嵩町との間で「災害時における緊急放送に関する協定書」[15]
- 2013年（平成26年）
  - 4月 - 美濃加茂商工会館にサテライトスタジオ「みのかもHOTスタジオ」を開設[16]。
  - 7月 - 中山道御嶽宿にサテライトスタジオ「御嵩ミーモスタジオ」を開設[17]。
  - 10月18日 - ケーブルテレビ可児・可児レピータハムクラブと「アマチュア無線による災害時の情報伝達に関する協定」締結[18]。
  - 12月11日 - FMらら公式ファンクラブ「ららサポ」設立[19]。
- 2014年（平成26年）1月 - 広報誌「ららマガジン」創刊[20]。
- 2015年（平成27年）4月1日 - FM++によるインターネット配信開始[21]。
- 2016年（平成28年）
  - 10月3日 - 在住外国人向けにNHKワールド・ラジオ日本の英語ニュースとポルトガル語ニュースを放送開始[22][注釈 1]。
- 2017年（平成29年）
  - 7月23日 - 開局5周年。翌24日まで、特別番組「24時間放送・ありがとう！FMらら開局5周年記念スペシャル」を放送[24]。26日にはNHK岐阜「ほっとイブニングぎふ」でも紹介された。
  - 12月 - 美濃加茂市が緊急情報伝達システムを稼動[25][26]。美濃加茂市民に対して、防災ラジオが貸与される[27]。
- 2018年（平成30年）
  - 1月 - 岐阜国道事務所、多治見砂防国道事務所及び高山国道事務所と「通行規制における道路情報提供に関する協定」を締結[28]。
  - 4月 - 可児市が緊急情報伝達システム稼動[29][26]。
  - 9月30日 - 人工知能（AI）技術を活用した合成音声アナウンスシステム運用開始[30][31]。
  - 10月1日 - ケーブルテレビ可児11chにてラジオ・テレビの同時放送を開始[32]。
- 2019年（平成31年/令和元年）
  - 10月1日 - CTY-FMとの交流番組がスタート[33][34]。CTY-FMで「～お茶の間 吹奏楽部～ららブラス」を放送、FMラインウェーブで「ブエノスディアス、タンゴでおはよう」を放送する。
- 2020年（令和2年）6月 - 富加町向け防災情報のアプリ通知開始[35]。
- 2022年（令和4年）
  - 2月 - 富加町と「災害時におけるFM局の緊急放送に関する協定」を締結[36]。
  - 7月24日 - 開局10周年。特別番組「10年ありがとう 繋げよう、明日へのたすき ～Go, Do Continue～」を放送[37]。

## 主な番組
開局当初より平日帯番組、土曜ワイド番組の編成で24時間放送を行っている。自社製作番組以外の時間は、基本的にミュージックバードのコミュニティFMチャンネルより編成している。
一部の番組ではケーブルテレビ可児での映像付き放送がある。また一部地域向け番組はポッドキャスト配信されているほか、緊急放送に関する協定を結んだ地域では、通常放送を中断して割り込み放送が実施される。

### 帯番組
自社制作番組のみ記載。
FMらら モーニングライン
月 - 金（8:00 - 10:00）の生放送。水曜日はCTY-FMとの交流番組を放送。

- 月曜モーニングライン（月曜）
- 火曜は御嵩ミーモスタジオから!（火曜）
- 木曜モーニングライン（木曜）
- 金曜はみのかもHOTスタジオから!（金曜）

FMらら ハロー!ライン
月 - 木（11:00 - 13:00）の生放送。金（12:00 - 13:00）の生放送。

- 月曜の空はららら色（月曜）
- 昼ドキッ!ワンダーランド☆（火曜）
- リフレッシュアワー"キラメキ"（水曜）
- もくもく!おしゃべりランチ（木曜）
- +Friday（金曜）

FMらら ティータイムライン
月 - 金（16:00 - 18:00）の生放送。

- Eikoの音楽サロン（月曜）
- 4時です!火曜はカモトピ（火曜）
- ONE TWO HAPPY（水曜）
- Music Charm（木曜）
- ROCKぱわーすてーしょん（金曜）

### ワイド番組
土曜日の編成は一日を通して『FMらら サタデーライン』と冠したワイド番組編成になっている。時刻は本放送開始時間のみを記載。
- モコモコグラフィティ（土曜、13:00）[39]
- だいがくせい日記（第2週土曜、18:00）
- 大学生は見た!（第4週土曜、18:00）
- スタスク（第1・3・5週土曜、19:30）
- トムずクルーズfor You(第2・4週土曜、19:30）
- ～お茶の間 吹奏楽部～ららブラス（土曜、20:00）[注釈 2]
- 田中慈人の慈しまれへん!!!（土曜、21:00）
- Radioトレンド会ギ室（土曜、21:30）
- うめちゃんの"ちょい呑み!"（土曜、22:00）
- Hora de Choro（土曜、22:30）
- That’s awesome!（土曜、23:00）
- ♪BLUE RHYTHM♪（土曜、23:30）

### その他の番組
帯番組内で放送される箱番組も含む。時刻は本放送開始時間のみを記載。
- FMらら パワープレイ
- おはようございます。 本日の放送を開始します（月 - 金、5:55）
- おはよう可児市役所（月 - 金、8:00）
- みのかもヘッドライン（月 - 金、8:05）
- パパママおやすみ（月 - 金、20:00）
- 天気予報（月 - 金、20:55）
- 本日の放送は終了いたしました（月 - 金、23:55）
- ざっくり歴史のTタイム（第3週月曜、12:20）
- Radio junction（月曜、18:00）
- ららコレ（第1・3・5週木曜、18:20）
- Life is Beautiful（第2・4週月曜、18:20）
- よってりゃあ みたけ情報局（火曜、8:20）
- Let's Makeover（火曜、16:40）
- さかほぎ なう!（第3週火曜、18:00）
- ヤゴーはシラカワ（第4週火曜、18:00）
- 美濃加茂市長_tv（第2週火曜、18:20）
- 防災ラジオ起動試験（第3週水曜、10:55）
- ドクターに、聞いてみよう（第4週水曜、12:20）
- とうしんからエール!（第3週水曜、18:00）
- 可児市役所からこんにちは（第1・3・5週木曜、11:20）
- 塚本明里のあかりぃ話♪（第2・4週木曜、11:20）
- ららサポ ラジオマガジン（木曜、14:00）
- あなたと明里のごちゃまぜD&I（木曜、14:30）
- 随想みのかも（金曜、7:55）
- かにみた!うらららじお（第1・3週金曜、10:30）
- やおつまるごと宝ジオ（第1週金曜、18:00）
- 東白川こりゃほんね!ラジオ（隔月第4週金曜、18:00）

### 終了した番組

#### ハロー!ライン
- マンデーイレブン[40]
- しゃららん広場
- トライアングルトーク
- ふるさと再発見バラエティーラジオ
- ららタイム!
- ニュースベスト3
- 税理士におまかせ!教えて原先生
- もくもく!ランチ
- まるナビ
- ヒメナビ
- きんよう♪ゆらら
- アラフォー主婦のマンマミーア
- THE STARRY HEARTS
- 剛君の「子どもバンザイ!」
- かにちゃんの「おでかけ大好き」
- とくだちゃんの「よってりゃあみたけ情報局」
- かにちゃんの「おでかけ大好き」
- 懐かしの昭和歌謡（2024年3月終了）[23]

#### ティータイムライン
- 里楽（りらく）ヌーン
- 楽屋ラジオ
- GOOD LIFE
- 美幸のリフレッシュタイム
- サウンドHITマン!くみちょうLive
- バラ色の人生
- みち草ラヂオ
- ハッピータイム

#### サタデーライン
- ららサタデー
- Sugar Rock Yammy
- サタヨン すばらしき仲間たち
- 地域で頑張る可児の人
- RADIO TOMASON
- 学園ラジオ
- 発見!可児の魅力
- ala Times
- お耳の恋人～ハイスクールレディオ
- せんせい教えて!
- ぐっと!ナイト（2024年3月終了）[23]

#### 市政番組
- HOTエリアみのかも
- minokamo head line
- e-ナビ
- 藤井市長の未来への挑戦
- 学芸員島田が語る～とみかのraraデビュー～
- とみぱんタイム～とみかのHistory～
- JUSTomika Life
- 平日、Tタイム

#### その他
- 地元情報バラエティ みのかもっと![41]
- やまちゃんの落語がいちばん!
- まち元気部ラジオ（2024年12月終了）
- FMらら ワールドライン（2024年3月終了）[23]

## 防災ラジオ
美濃加茂市は、緊急情報伝達システム稼働にあわせて、市内在住の世帯や要配慮者利用施設の希望者に防災ラジオ（緊急告知FMラジオ）を無償貸与している。FMラインウェーブ以外の地元のFM放送・AM放送も受信でき、緊急割込放送を受信すると自動的に起動する。